# اس-آدنوزیل متیونین‌آمین
اس-آدنوزیل متیونین‌آمین (به انگلیسی: S-Adenosylmethioninamine) با فرمول شیمیایی C14H23N6O3S+و با شناسه پاب‌کم ۴۳۹۴۱۵ است. این ترکیب پیش‌ماده برخی واکنشهای سلولی مانند تولید پلی آمینها از جمله اسپرمیدین می‌باشد. اس-آدنوزیل متیونین یکی از کوآنزیم‌های واکنشهای سلولی (بویژه در باکتری‌ها) جهت انتقال گروه متیل می‌باشد.